# 四角形
四角形（しかくけい、しかっけい、英: quadrilateral、tetragon）は、平面上で4本の直線に囲まれた平面の一部を指す。多角形の一種で、4つの頂点と4本の辺を持つ。一般的には凸四角形を指す。

## 四角形に関する用語
- 対辺：繋がっていない（頂点を共有しない）辺のこと。四角形は2組の対辺を持つ（向かい合う辺）。
- 対頂点：辺を共有しない二頂点。四角形は2組の対頂点を持つ。
- 対角：対頂点における内角。四角形は2組の対角を持つ（向かい合う角）。
- 対角線：対頂点を結ぶ線分。四角形は2本の対角線を持つ。

## 四角形の分類
- 台形（英: trapezoid、trapezium）: 少なくとも一組の対辺が平行であるような四角形。平行な対辺の組を底辺と呼び、残りの対辺の組を脚と呼ぶ。
- 等脚台形（英: isosceles trapezium）: 台形のうち、1つの底辺をはさむ 2角の大きさが等しいもの。
  1. 底辺の中点を結ぶ直線が線対称の軸となり、2本の脚の長さが等しくなる。
  2. 2本の対角線は、長さが等しい。円に内接する。
- 凧形（英: kite）：それぞれ長さの等しい2辺によってはさまれた対角を持つ四角形。
  1. 対角線の1つが線対称の軸となり、残り一組の対角は等しい大きさを持つ。
  2. 2本の対角線は、互いに直交する。
  3. 円に外接する。
- 長方形（矩形、英: rectangle）: 4角の大きさが全て等しい四角形。
  1. 1つの内角の大きさは、直角（90°（π/2 ラジアン）に等しい。
  2. 4頂点は、対角線の交点から等距離にある（円に内接する）。
  3. 平行四辺形の特別な形であるので、平行四辺形の性質を全て持つ。
  4. 等脚台形の特別な形であるので、等脚台形の性質を全て持つ。
- 菱形（斜方形、英: rhombus）: 4辺の長さが全て等しい四角形。
  1. 1辺の長さは、周の4分の1に等しい。
  2. 4辺は、対角線の交点から等距離にある（円に外接する）。
  3. 平行四辺形の特別な形であるので、平行四辺形の性質を全て持つ。
  4. 凧形の特別な形であるので、凧形の性質を全て持つ。
- 正方形（スクエア、英: square）: 4辺の長さが全て等しく、4角の大きさが全て等しい四角形。
  1. 対角線の長さは等しく、直角に交わる。
  2. 正多角形の一種であり、正多角形の性質を全て持つ。
  3. 長方形の特別な形であるので、長方形の性質を全て持つ。
  4. 菱形の特別な形であるので、菱形の性質を全て持つ。
- 平行四辺形（英: parallelogram）: 2組の対辺がそれぞれ平行である四角形。
  1. 対辺は（2組あるが、それぞれ）長さが等しくなっている。
  2. 対角は（2組あるが、それぞれ）大きさが等しくなっている。
  3. 対角線は（2本あるが、そのどちらも）他の対角線の中点を通る。対角線は、互いの長さを2 等分する。
- 凹四角形: 内角の大きさが180°（π ラジアン） を超えるような頂点を持つ四角形。対角線が四角形の内部で交点を持たない、外角が定義できないなどの不都合があるため、日本の初等中等教育では「矢じり形」などと呼んで、四角形の集合には含めない。
- 円に外接する四角形：内接円を持つ四角形。2組の対辺の和が等しい。
- 円に内接する四角形：外接円を持つ四角形。2組の対角の和はそれぞれ 180°（π ラジアン）に等しい。4つの内角の大きさが、その対角の外角に等しい。
- 双心四角形：内接円と外接円を持つ四角形。

## 合同条件
二つの四角形を、それぞれその対角線の一つで分割したとき、分割された図形は三角形になる。この三角形が合同である組が存在して、対角線となる辺の位置も一致しているとき、二つの四角形は合同になる。

## 面積の公式
| 正方形                           | [一辺]2                                                                                 |
| 長方形                           | [縦]×[横]                                                                               |
| 菱形・凧形・直交対角線四角形     | [対角線]×[もう一つの対角線]÷2                                                           |
| 平行四辺形                       | [底辺]×[高さ]                                                                           |
| 台形                             | ([上底]+[下底])×[高さ]÷2                                                                |
| 円に内接する四角形（共円四辺形） | ブラーマグプタの公式                                                                    |
| 円に外接する四角形               | [ 内接円の半径]×[ 周の長さの半分 ]                                                      |
| 一般の四角形                     | ブレートシュナイダーの公式 [対角線]×[もう一つの対角線]×[sin（[2つの対角線がなす角]）]÷2 |